# The Simpsons Theme
«The Simpsons Theme» (другое название — «The Simpsons Main Title Theme») — музыкальная тема к американскому мультсериалу «Симпсоны». Она играет в начале каждого эпизода. Музыка была написана Дэниел Эльфманом в 1989 году специально для «Симпсонов» после того, как Мэтт Гроунинг, создатель сериала, обратился к нему за помощью в создании стильной, в стиле ретро, музыкальной темы. Эта тема, создание которой заняло всего три дня, стала самой популярной в карьере Эльфмана.
Слегка различаясь аранжировками, тема порой играет и в конце эпизодов. Первоначально были две главные версии заключительной темы, с более длинной версией, заканчивающейся в низшем ключе. Обе версии были использованы в эпизодах 3 сезона, короткая версия была использована только для 4 сезона, затем снова использовалась более длинная тема и только в 7 сезоне была использована тема, которая звучит в эпизодах и сейчас.

## Награды
Тема получила национальную музыкальную премию «Favorite TV Theme» в 2002 году, и выиграла «BMI TV Music Award» в 1996, 1998 и 2003 годах. В 1990 году тема была выдвинута на «Эмми» в звании «Outstanding Achievement in Main Title Theme Music» (рус. «Выдающееся достижение в музыкальной теме для ТВ-шоу»).

## Альтернативные версии
В добавление к стандартной заключительной аранжировке темы, определённые эпизоды имеют дополнительные версии заключительной темы; некоторый компонуются непосредственно Альфом Клаусеном в дополнительных стилях или беря что-то из других работ музыкального характера. Например, к темам Облавы или «Блюза Улицы Холма».

### Версия Green Day
В 2007 году группа Green Day записала кавер-версию музыкальной темы для мультфильма «Симпсоны в кино», а также выпустила её в качестве сингла. Она заняла шестое место в чарте Billboard Bubbling Under Hot 100 Singles, 19-е место в UK Singles Chart и шестнадцатое место в британском чарте загрузки. Также Ханс Циммер, который написал музыку к фильму, аранжировал свою собственную версию темы в оркестровом жанре в соответствии с оригиналом, а также вставил её «крошечные фрагменты» в остальную часть своей музыки.
Это третий раз, когда Green Day записала инструментальный трек после «Last Ride In» из альбома "Nimrod и «Espionage» из альбома «Shenanigans». Песня играет в начале, когда они выступают на реке. Он также играет в финальных титрах.

### Версия Weezer
В 2020 году, 21-м эпизоде 31 сезона под названием «The Hateful Eight-Year-Olds», группа «Weezer» исполнили свою собственную кавер-версию инструментальной темы вместе с тремя другими песнями.